# Société du film en couleurs Keller-Dorian
La Société du film en couleurs Keller-Dorian est une entreprise française d'origine alsacienne et lyonnaise qui développa le « procédé Keller-Dorian », inventé par Rodolphe Berthon en 1908, et qui reste l'une des premières tentatives en France de commercialiser le cinématographe à partir de pellicule en couleurs (et non colorisées). Fondée en 1924, la société fit faillite en 1930, et les brevets furent rachetés par des entreprises américaines et allemandes.
En 1945, la compagnie française Thomson-Houston fait une dernière tentative pour relancer ce procédé. En 1947, la production de Jour de fête de Jacques Tati est annoncée en couleurs. Mais le procédé de tirage s'avère impraticable et le film est exploité en noir et blanc. L'intérêt qu'il suscita retomba avec l'arrivée des procédés soustractifs et chromogènes.

## Histoire

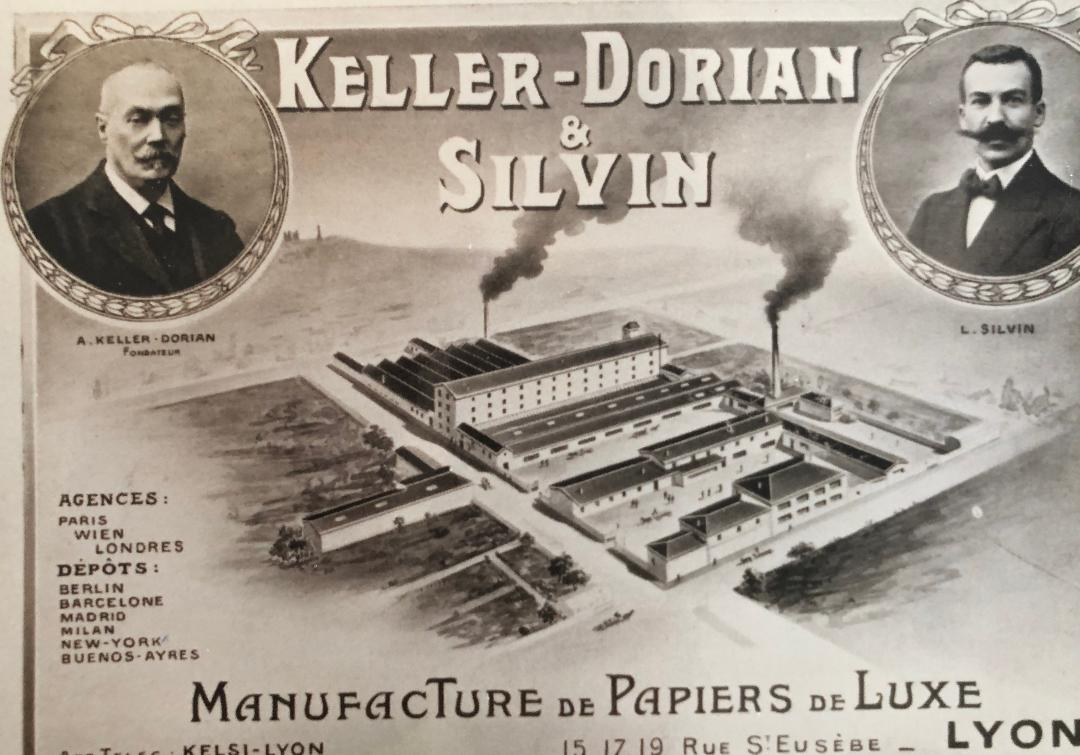
Publicité des établissements Keller-Dorian & Silvin (Lyon).

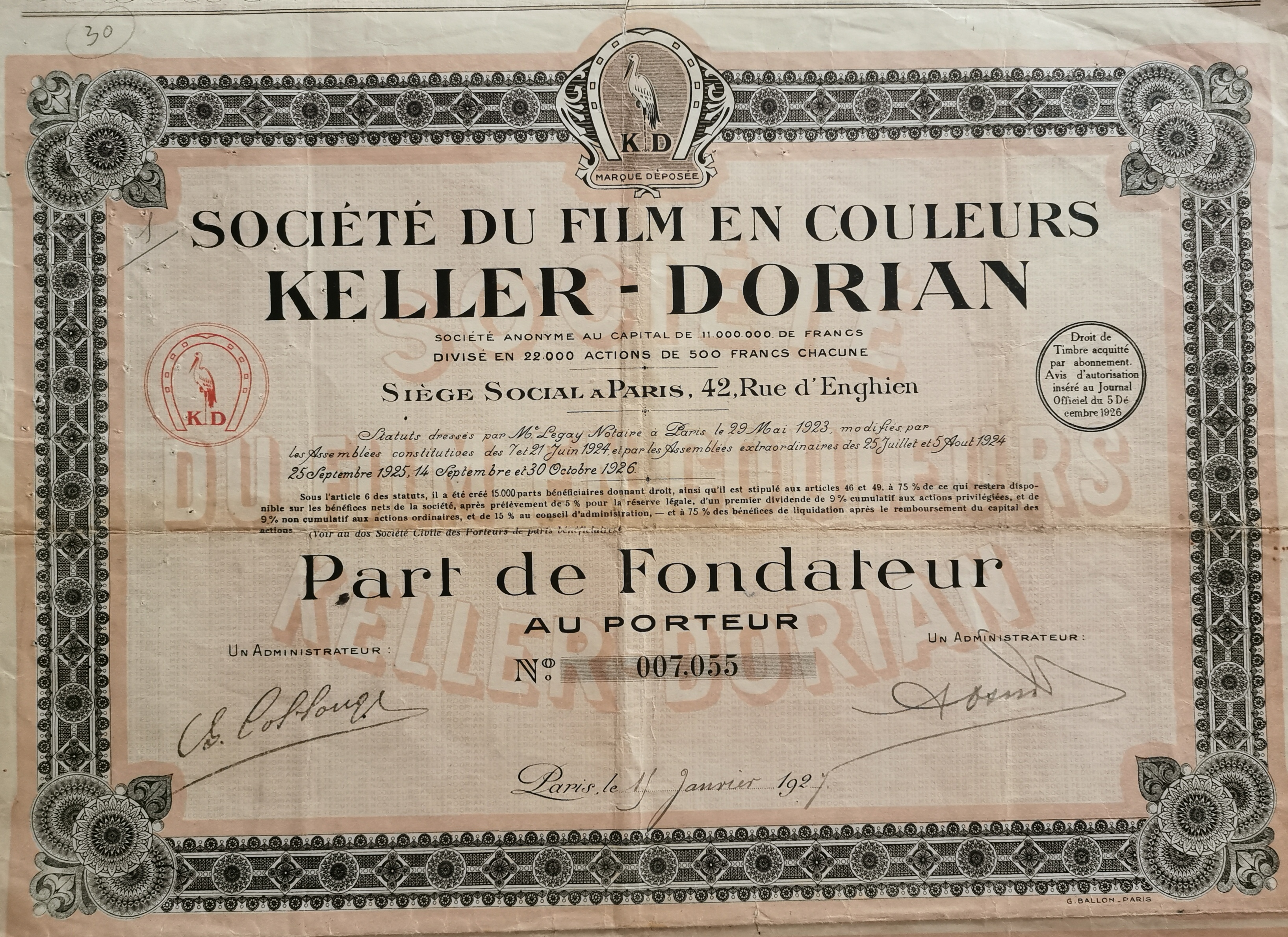
Action de la Société du film en couleurs Keller-Dorian (15 janvier 1927).

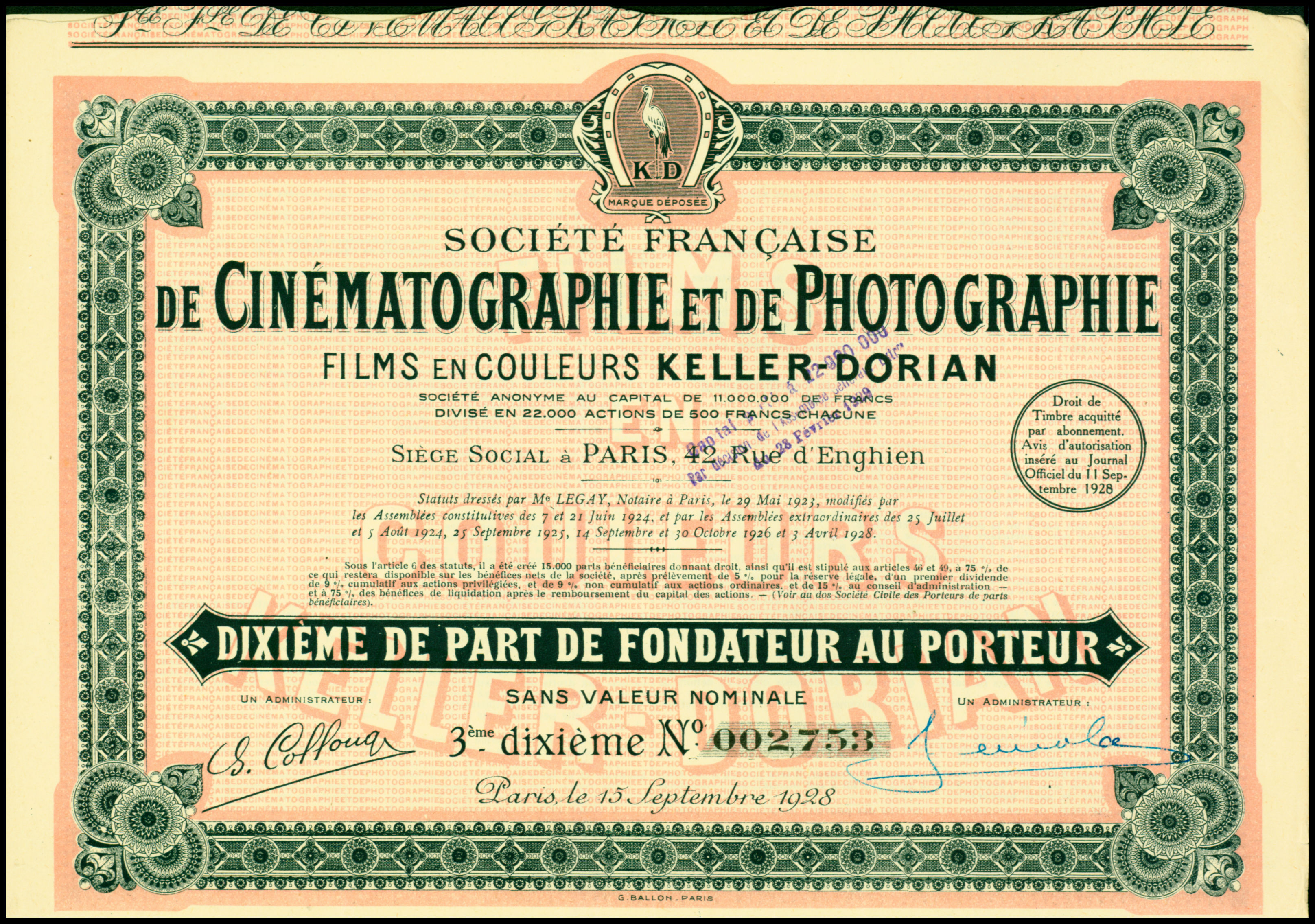
Action de la Société française de cinématographie et de photographie (15 septembre 1928).

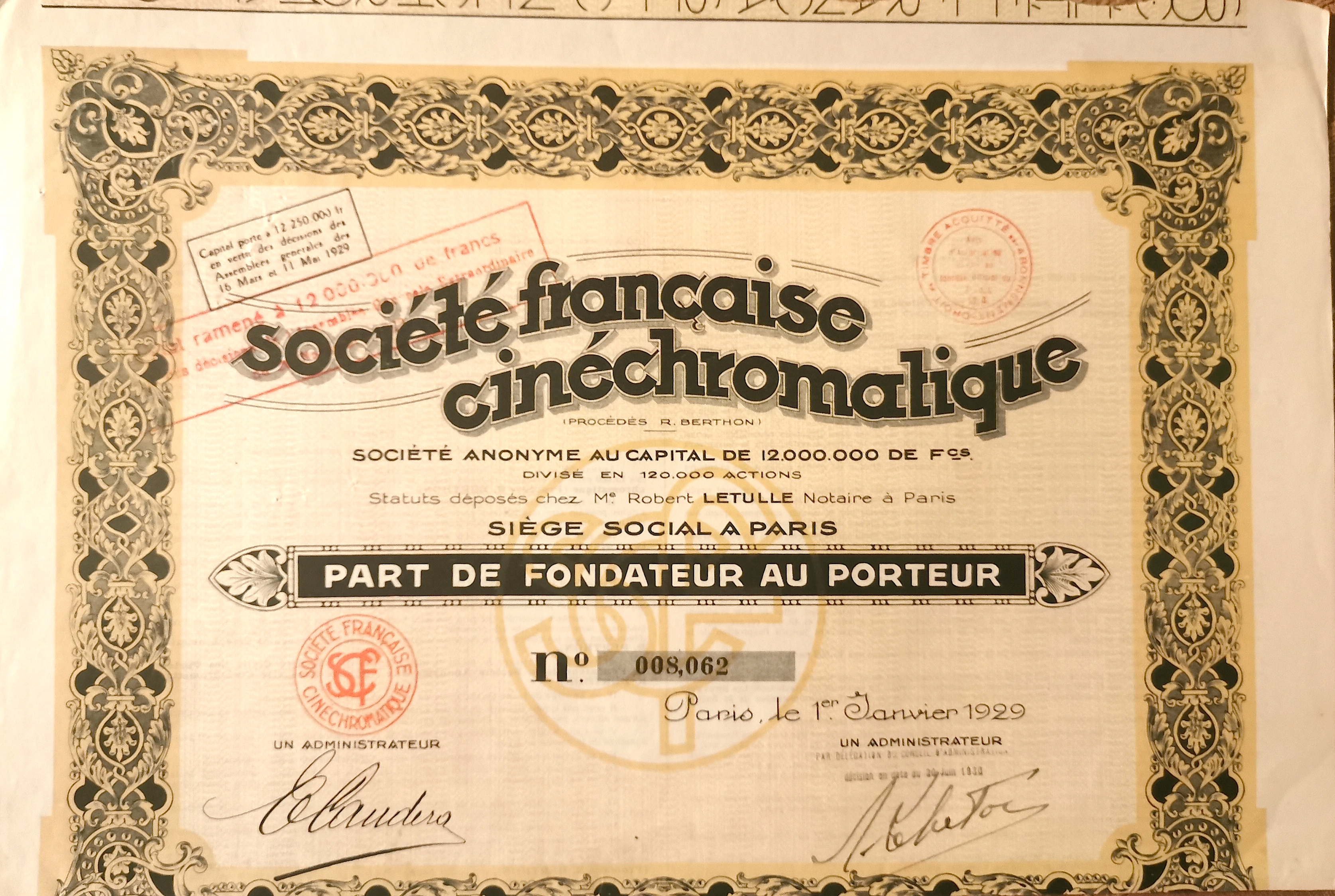
Action de la Société française cinéchromatique (1er janvier 1929).

Au tout début du XXe siècle, les inventeurs rivalisèrent d'ingéniosité pour tenter de reproduire la couleur au cinéma. Le premier procédé officiel est celui développé par le Britannique Edward Raymond Turner en 1899, le Lee-Turner Color Process. S'en inspirant pour inventer le procédé Kinémacolor, George Albert Smith produit A Visit to the Seaside (en) en 1908, qui reste le premier film tourné avec une pellicule couleurs. En 1919, sort Le Défilé de la victoire, filmé en couleurs par un procédé développé par Léon Gaumont, le Chronochrome ou Gaumont Color.
Cependant, le procédé issu des laboratoires de la société lyonnaise Keller-Dorian remonte à 1908.
S’inspirant des travaux de Gabriel Lippmann, prix Nobel de physique, auteur en 1908 de l'article Épreuves réversibles. Photographies intégrales qui ouvre la voie à l'image en relief, Rodolphe Berthon, opticien et astronome lyonnais, tente de trouver une solution pratique au problème de la fabrication des micro-lentilles. Le procédé de Gabriel Lippmann, qui fixe les franges d'interférence de la lumière, est jugé alors onéreux en raison de l'usage du mercure et demande un important temps de pose. Tout en s'associant avec l'ingénieur Maurice Audibert entre 1910 et 1913, lequel travaille sur un procédé d'objectif trichromique, il s’adresse à Albert Keller-Dorian (1846-1924), patron d’une entreprise d’impression de tissus, de papiers peints et de photogravure, la manufacture Keller-Dorian & Silvin siégeant à Lyon au 15 rue Saint-Eusèbe, et dont la division des activités de gravure de haute-précision et de construction mécanique est gérée par Albert, en une filiale basée à Mulhouse, alors allemande,. Berthon dépose un brevet intitulé « Perfectionnements aux procédés de photographie trichrome » le 1er mai 1908, puis en Angleterre et aux États-Unis, l'année suivante. Keller-Dorian s’intéresse à l’invention de Berthon et va étudier les solutions pour mettre au point une machine de gaufrage qui constitue la clé de voûte du procédé lenticulaire.
Quelques mois après son arrivée dans la société, Rodolphe Berthon parvient à développer un type spécifique de pellicule permettant d’enregistrer les couleurs. Le procédé additif de cinéma couleur, dit lenticulaire, est seulement breveté en 1914, la veille de la Première Guerre mondiale. Il est appelé K.D.B. (Keller-Dorian-Berthon). Il utilise une pellicule en nitrate de cellulose, dont la face dorsale est gaufrée par pression à chaud dans un laminoir, pour obtenir un réseau composé de lignes courbes dont chacune fonctionnait comme un objectif indépendant. Les appareils utilisés sont munis, au niveau du diaphragme de l’objectif, d’un filtre divisé en trois bandes verticales : une rouge, une verte et une bleue. Combiné au réseau gaufré, il permet de coder les images en trois sélections correspondant aux trois couleurs. La mise au point et le début des essais fut laborieux, comme le rappelle Jean Mitry : « À l’origine, les éléments du gaufrage avaient une forme hexagonale d’un diamètre de 50. En 1913, on utilisa une matrice gravée en creux imprimant dans la matière même du support des éléments lenticulaires de forme cylindrique à raison de 1500 au millimètre carré. Là encore, l’établissement de cette matrice de platine, beaucoup plus fine que la précédente, demanda des années de travail ». La guerre mit fin aux essais.
En 1921, Albert Keller-Dorian transforme son entreprise en société anonyme et l'ouvre à de nouveaux capitaux ; désormais, la partie recherche et développement doit être approuvée par des actionnaires. Une équipe technique est constituée, composée de Abel-Pierre Richard, de Henri Chrétien, ingénieur en optique, et de Léopold Löbel, ingénieur chimiste. Il faut attendre 1922 pour que quelques courtes bandes d’essais soient présentées par Berthon à un cercle restreint. C’est à Mulhouse, au début de l’année 1923, qu’a lieu la première projection publique d'un très court métrage en couleurs intitulé Colomba. 
Le 29 mai 1923, voyait le jour la Société du film en couleurs Keller-Dorian (SFCKD), basée à Paris, au 42 rue d'Enghien, pour un capital émis de 11 millions de francs, lancée en bourse en juillet 1924 ; au même moment, Albert Keller-Dorian meurt. Les effets d'annonce se multiplient, favorisant la vente des titres de la société, mais les résultats techniques vont s'avérer décevant. On bute sur le problème du tirage des copies du film. La société passe sous la direction des deux autres associés, Léon et Charles Silvin.
En 1926, l'application du procédé gaufré permet de filmer les travaux de Sonia Delaunay et Robert Delaunay pour un court métrage de 4 minutes, preuve que l'on a enfin réussi à produire des films dépassant la simple bande d'essai. C’est le premier film utilisant le procédé Keller-Dorian tourné en studio et en lumière artificielle. Le fils de l’inventeur, Roland Berthon, peintre et ami des Delaunay, est sans doute à l’origine du projet. Le film est présenté à la Sorbonne le 27 janvier 1927.
Au cours de cette même année 1926, Segundo de Chomón tourne sous la direction d'Abel Gance quelques plans en couleurs avec un appareil équipé du dispositif Keller-Dorian, pour son Napoléon, scènes qui ne seront pas retenues lors de la sortie du film. En juillet, Henri Chrétien démissionne, entraînant avec lui deux ingénieurs, manifestant ainsi son désaccord avec la direction ; pour Chrétien, la qualité technique concernant la partie tirage n'est pas optimale et il est prématuré d'annoncer une commercialisation.
Durant l'été 1927, un producteur suisse, Stéphane Markus souhaite financer un premier film tourné avec le procédé Keller-Dorian : ce sera une adaptation de Matteo Falcone (1928) réalisée par William Delafontaine, collaborateur d'Abel Gance. Cependant, il est impossible de réaliser le tirage des copies du positif original, et, après quatre ans d’existence, la société Keller-Dorian n’a donc pas dépassé le stade expérimental, le déficit dépasse le million de francs.
En 1928 et 1929, Camille Sauvageot, l'opérateur pour les Archives de la Planète du mécène Albert Kahn, effectue des prises de vues à partir de pellicule Keller-Dorian. Le musée départemental Albert-Kahn à Boulogne-Billancourt conserve 1 237 mètres, soit environ 45 minutes, de film en couleurs, restaurés grâce au Conseil départemental des Hauts-de-Seine avec l'aide du CNRS et le laboratoire GTC. 
Pour rentabiliser ses investissements et rassurer ses actionnaires, la société va pratiquer la cession de brevets. George Eastman annonce, le 30 juillet 1928, au cours d'une garden-party, organisée chez lui, la mise au point du film Kodacolor en format 16 mm à partir du brevet Rodolphe Berthon. En 1932, ce procédé cède la place au Kodachrome. De son côté, Agfa-Gevaert, qui a également acheté le brevet Berthon, le perfectionne, et lance l'Agfacolor lenticulaire 16 mm.
En 1928, Léon Silvin meurt. La Société du film en couleurs Keller-Dorian, qui passe sous la direction du fils de ce dernier, Jean-Léon Silvin, et de Charles Silvin, multiplie les effets d'annonce : ouverture d'une salle de projection consacrée au film en couleurs, construction d'un vaste studio, alliance avec Pathé-revue ou la Société des Cinéromans, etc., rien ne verra le jour. La Société des Cinéromans a effectivement commandé à Jacques de Baroncelli le tournage d'un film procédé Keller-Dorian intitulé La Femme du voisin, puis Baroncelli enchaîne avec le tournage de La Femme et le pantin (1929) suivant le même procédé, mais dans les deux cas, les projections tests sont décevantes et les lancements se font en noir et blanc.
Alors que la Société du film en couleurs Keller-Dorian (SFCKD) s'enfonce dans le déficit et change de nom pour devenir la Société française de cinématographie et de photographie (SFCP) via le groupe Célestin, Rodolphe Berthon décide de s'en désolidariser et fonde en janvier 1929 la Société française cinéchromatique (SFC), au capital de 12 millions de francs. Dans l'équipe, on compte un ingénieur également dissident, et l'astronome Charles Nordmann. Le financement provient d'un industriel nantais de la conserve, E. Caudera.
Avec la crise financière, la SFCKD est dissoute en 1930. Le passif est racheté par la SFCP, et fonde une société américaine, la Keller-Dorian Colorfilm Corporation, qui va exploiter les brevets sous la direction de Ludwig Blattner (en) (1881-1935), avec la Paramount et Kodak. En 1936, le procédé Technicolor rend caduque cette opération. La SFCP est encore opérationnelle en 1933.
La Compagnie franco-américaine Thomson-Houston s'intéresse ensuite de près au procédé Berthon, via l'ingénieur Jacques de Lassus Saint-Geniès (1889-1972) afin de développer le procédé Thomsoncolor.
Le 4 août 1936 a lieu à Berlin la projection du premier film de fiction en couleurs tourné en Siemens-Opticolor : Das Schönheitsfleckchen (la Mouche), réalisé par Rolf Hansen, d’après une nouvelle d’Alfred de Musset. Siemens Halske AG avait récupéré dès 1931 le brevet Berthon et en quatre ans, résolu les problèmes techniques liés au tirage de la copie et à la projection. Le procédé est rebaptisé Siemens-Berthon-Opticolor et sert à fabriquer de nombreux courts métrages de propagande commandités par le gouvernement nazi. Cependant, en 1938, toute la production est suspendue, à la suite d'un incident technique : au développement, une scène montrait Hitler, le visage devenu totalement bleu, ce qui fut pris pour un acte de malveillance. En 1941, sort le premier film tourné selon le procédé Agfacolor, Frauen sind doch bessere Diplomaten (la Belle Diplomate), mis en scène par Georg Jacoby.
Après la guerre, Thomson-Houston relance les travaux sur le procédé Thomsoncolor, profitant des brevets Keller-Dorian. En 1947, la production de Jour de fête de Jacques Tati est annoncée en couleurs. Mais le procédé de tirage s'avère impraticable et le film est exploité en noir et blanc.
L'écrivain américain Richard René Silvin (en), né en 1948, est le petit-fils de l'associé d'Albert Keller-Dorian et les établissements d'origine existent toujours sous le nom de Keller-Dorian Graphics.